# Simulated annealing

O Simulated Annealing é aplicado ao problema do Caixeiro Viajante. Existem 125 nós em 5 blocos. O número de combinações possíveis é cerca de 1,5e+207.

Recozimento simulado (ou Simulated Annealing) é uma meta-heurística para otimização que consiste numa técnica de busca local probabilística, e se fundamenta numa analogia com a termodinâmica.
A metaheurística usada é uma metáfora de um processo térmico, dito recozimento ou annealing, utilizado em metalurgia para obtenção de estados de baixa energia num sólido. O processo consiste de duas etapas: na primeira, a temperatura do sólido é aumentada para um valor próximo de 1100°C, que é a temperatura de início de transformação da fase perlítica em austenita; na segunda, o resfriamento deve ser realizado lentamente até que o material se solidifique, sendo acompanhado e controlado esse arrefecimento. Nesta segunda fase, executada lentamente, os átomos que compõem o material organizam-se numa estrutura uniforme com energia mínima. Isto resulta em que os átomos desse material ganhem energia para se movimentarem livremente e, ao arrefecer de forma controlada, dar-lhes uma melhor hipótese de se organizarem numa configuração com menor energia interna, para ter uma redução dos defeitos do material, como resultado prático.
De forma análoga, o algoritmo de Arrefecimento Simulado substitui a solução atual por uma solução próxima (i.e., na sua vizinhança no espaço de soluções), escolhida de acordo com uma função objetivo e com uma variável {\displaystyle T} (dita Temperatura, por analogia). Quanto maior for {\displaystyle T}, maior a componente aleatória que será incluída na próxima solução escolhida. À medida que o algoritmo progride, o valor de {\displaystyle T} é decrementado, começando o algoritmo a convergir para uma solução ótima, necessariamente local.
Uma das principais vantagens deste algoritmo é permitir testar soluções mais distantes da solução atual e dar mais independência do ponto inicial da pesquisa.

## Descrição
Esta técnica começa sua busca a partir de uma solução inicial qualquer. O procedimento principal consiste em um loop ou laço que a cada iteração, gera aleatoriamente um único vizinho s’ da solução corrente s. 
A cada geração de um novo vizinho s’ de s, é testada a variação ∆ do valor da função objetivo, isto é, ∆ = f (s’) – f (s), onde temos as seguintes situações: 
- ∆ < 0: Há uma redução de energia, a qual implica que a nova solução é melhor que a anterior. O método aceita a solução e s’ passa a ser a nova solução corrente.

- ∆ = 0: Caso de estabilidade, não havendo redução de energia. Na verdade, situação pouco provável de acontecer na prática. A aceitação da solução é, portanto, indiferente.

- ∆ > 0: Houve um aumento do estado de energia. A aceitação desse tipo de solução é mais provável a altas temperaturas e bastante improvável a temperaturas reduzidas. Para reproduzir essas características, geralmente usa-se, para calcular a probabilidade de se aceitar a nova solução, uma função conhecida por fator de Boltzmann, que é dada por e^(-∆/T), onde T é um parâmetro do método, chamado de temperatura e que regula a probabilidade de soluções com pior custo. Por exemplo, esta poderá ser:
  - Gera-se um número aleatório retirado de uma distribuição uniforme no intervalo [0, 1].
  - Se este número for menor ou igual a “p”, aceita-se a solução.
  - Se for maior que “p”, rejeita-se a solução.

A temperatura T assume inicialmente um valor elevado, {\displaystyle T0}. Após um número fixo de iterações (o qual representa o número de iterações para o sistema atingir o equilíbrio térmico em uma dada temperatura), a temperatura é gradativamente diminuída por uma razão de resfriamento α, tal que Tn ← α * Tn -1, sendo 0 < α < 1. Como esse procedimento se dá no início, há uma chance maior de se escapar de mínimos locais e, à medida que T se aproxima de zero, o algoritmo se comporta como o método de descida, uma vez que diminui a probabilidade de se aceitar movimentos que possa piorar (T → 0 => e-∆/T → 0).
O procedimento é finalizado quando a temperatura chega a um valor próximo de zero e nenhuma solução que piore o valor da melhor solução seja mais aceita, ou seja, quando o sistema estiver estável. A solução obtida quando o sistema encontra-se nesta situação evidencia o encontro de um mínimo local.
Algoritmos baseados em Simulated Annealing geralmente incluem reaquecimento seguido de um novo processo de resfriamento, utilizado quando a quantidade de movimentos consecutivamente rejeitados é alta. É também comum trabalhar nas temperaturas mais altas com taxa de resfriamento menor e aumentá-la quando a temperatura reduzir.

## Pseudo-código
Antes de apresentar o algoritmo, vejam-se os identificadores neles utilizados:
- S0 → Configuração Inicial (Entrada);
- Si → Configuração da Iteração i;
- S → Configuração Final;
- T0 → Temperatura Inicial;
- Ti → Temperatura na Iteração i;
- M → Número máximo de iterações (Entrada);
- P → Número máximo de Perturbações por iteração (Entrada);
- L → Número máximo de sucessos por iteração (Entrada);
- α → Factor de redução da temperatura (Entrada);
- f(Si) → Valor da função objetivo correspondente á configuração Si;
- nSucesso → Contador de sucesso em uma iteração;
- i e j → Variáveis de controle de Loops.

Além dos indicadores acima, consideremos as seguintes funções:
- Perturba(S) → Função que realiza uma perturbação na Solução S;
- Randomiza() → Função que gera um número aleatório no intervalo [0,1];
- TempInicial() → Função que calcula a temperatura inicial;

Pseudo-Código Simulated Annealing

Inicio

/* Entradas do Algoritmo */

Ler (S0, M, P, L, α)

/* Inicialização das variáveis */

S = S0

T0 = TempInicial()

T = T0

j = 1

/*Loop principal – Verifica se foram atendidas as condições de termino do algoritmo*/

Repita

i = 1

nSucesso = 0

/*Loop Interno – Realização de perturbação em uma iteração*/

Repita

Si = Perturba(S)

∆Fi = f(Si) – f(S)

/*Teste de aceitação de uma nova solução*/

Se (∆fi ≤ 0) ou (exp(-∆fi/T) > Randomiza()) então

S= Si

nSucesso = nSucesso + 1

Fim-se

i = i + 1

Até (nSucesso ≥ L) ou (i > P)

/*Actualização da Temperatura*/

T = α.T

/*Actualização do Contador de iterações*/

j = j + 1

Até (nSucesso = 0) ou (j > M)

/*Saída do Algoritmo*/

Imprima(S)